# Província de Bolonya
La província de Bolonya  és una antiga província de la regió d'Emília-Romanya dins Itàlia. L'1 de gener de 2015 va ser reemplaçada per la Ciutat metropolitana de Bolonya.
Limitava al nord amb la província de Ferrara, a l'est amb la província de Ravenna, al sud amb la província de Florència, la província de Prato i la província de Pistoia, i en l'oest amb la província de Mòdena.